# Marc Mongeon
Marc Mongeon (ur. 10 stycznia 1955 w Iroquois Falls) – kanadyjski zapaśnik w stylu wolnym. Olimpijczyk z Los Angeles 1984, gdzie zajął siódme miejsce w kategorii 74 kg.
Trzeci w Pucharze Świata w 1982; piąty w 1984. Zdobył brązowy medal na igrzyskach panamerykańskich w 1979 roku.